# Dekenaat in Nederland
Dit artikel behandelt de geschiedenis van de dekenaten in Nederland als regionale organisaties in de bisdommen van de Rooms-Katholieke Kerk in Nederland.

## Middeleeuwen
De structuur van dekenaten in Nederland heeft zijn wortels in de tijd van de kerstening van deze streken in de vroege middeleeuwen. Zo ontstond binnen het uitgestrekte bisdom Luik mogelijk al in de 9e eeuw het landdekenaat Susteren. Het grootste deel van de huidige provincie Noord-Brabant en delen van Belgisch en Nederlands Limburg behoorden al voor het jaar 1000 tot het aartsdiakonaat Kempenland, dat uit een zevental dekenaten bestond.
Van de bisschop van het middeleeuwse bisdom Utrecht - waar een groot deel van Nederland onder viel - is bekend dat hij met enige regelmaat bij de parochiekerken langs ging om er een seend of synode te beleggen. Bij zo'n bijeenkomst kon de bisschop kijken of het goed ging met de kerk, maar ook nieuwe verordeningen overbrengen of uitspraken doen over conflicten of over onduidelijkheden in de leer. Omdat er toen nog niet zoveel parochies waren, was dit voor de bisschop goed te doen. Toen er steeds meer nieuwe parochies werden opgericht, ontstonden er seenddistricten: gebieden met meerdere parochies en een hoofd- of moederparochie. De priester van deze moederparochie werd vaak aartspriester genoemd. Als de bisschop nu een seend wilde beleggen hoefde hij niet meer zoveel kerken langs. Deze seenddistricten waren de basis voor de latere dekenaten.
Vanaf de tiende eeuw nam de bevolking flink in aantal toe. Bovendien werd door grootschalige ontginning het bewoonbare grondgebied aanzienlijk uitgebreid. Het aantal parochies nam dus ook snel toe. Te veel werk voor een man alleen, en daarom besloot de bisschop tot het oprichten van kapittelkerken en proosdijen. Die moesten voor hem de bisschoppelijke macht lokaal uitvoeren. Ook stelde hij aartsdiakenen aan die voortaan namens hem de seend voorzaten. Inmiddels leek de seend niet meer op die uit de achtste eeuw. Was het eerst vooral een visitatie en bemiddeling, inmiddels was het uitgegroeid tot een soort kerkelijke rechtbank die ook uitspraken kon doen in civiele zaken. Door hun positie tussen de geestelijke en de wereldlijke macht werden de aartsdiakenen steeds machtiger. Zij waren het ook die de oude seenddistricten omvormden tot dekenaten, met aan het hoofd een deken of aartspriester.
Het waren deze dekenaten die de bisschop in de latere middeleeuwen gebruikte om de macht van de aartsdiakenen in te perken. Steeds vaker richtte de bisschop zich direct tot de deken in plaats van de aartsdiaken, en omzeilde hiermee zijn macht.

## Na de reformatie
Toen in 1581 het katholicisme verboden werd, ging de Kerk ondergronds. Van de weinige priesters die niet voor de vervolgingen waren gevlucht, werd er een aantal tot deken of aartspriester benoemd. In de praktijk kwam dat erop neer dat één priester alle katholieken in zijn dekenaat moest bedienen, een welhaast ondoenlijke taak. Niet alleen omdat het te veel werk voor één man was, maar ook vanwege de pakkans door rond te reizen en dus levensgevaarlijk.
Deze benoemingen waren echter wel de eerste stappen naar herstel van de katholieke hiërarchie. Met grote voorzichtigheid werden er meer geestelijken naar de noordelijke Nederlanden gestuurd. Niet alleen de onderdrukking bemoeilijkte het herstel, in de loop van de zeventiende eeuw ontstonden er ook onderlinge conflicten. Met name de opkomst van het jansenisme deed de breekbare kerk in twee kampen splitsen. Bij de aanvang van de achttiende eeuw functioneerde bijna geen enkel dekenaat meer. De benoemingen van dekens en aartspriesters vonden echter gewoon doorgang, ook al was deze titel een lege huls.
Sinds de Franse tijd was er inmiddels wel meer vrijheid voor de Katholieke Kerk, maar de organisatie van de dekenaten, en de rest van hiërarchie kwam niet van de grond.

## Herstel
Het dekenaat kwam met het herstel van de bisschoppelijke hiërarchie in 1853 weer terug in Nederland. Was de titel van deken tot kort daarvoor nog van weinig betekenis, nu werd het een belangrijke functie.
Door de snelle groei van de bevolking en de snelle veranderingen van die tijd werden dekenaten met enige regelmaat opgesplitst in kleinere dekenaten. Ook tijdens de bloeiperiode na de oorlog en bij het doorvoeren van de veranderingen van het Tweede Vaticaans Concilie hebben de dekenaten een belangrijke rol gespeeld.

## Teruggang
Vanaf de jaren zestig zette de secularisatie in. In Nederland, maar ook in de rest van West-Europa, ging dat gepaard met ontkerkelijking. Werden voorheen dekenaten opgesplitst vanwege de omvang van het aantal kerkgangers, nu werden ze om dezelfde reden weer samengevoegd. In de bisdommen in Nederland is het beleid om de dekenaten geleidelijk aan op te heffen, om te voorkomen dat de kerk organisatorisch topzwaar worden. In een aantal bisdommen zijn de dekenaten al afgeschaft, zoals in het bisdom Groningen-Leeuwarden in 2006, in het bisdom Rotterdam in 2007 en in het aartsbisdom Utrecht in 2008. In 2009 verving het bisdom 's-Hertogenbosch de oude dekenaten door 'dekenale regio's' met een afgeslankte functie. Begin 2012 verving het bisdom Breda de drie dekenaten door twee vicariaten.
In het bisdom Haarlem-Amsterdam is in 2006 het proces op gang gegebracht om het aantal dekenaten terug te brengen naar drie (zie hieronder voor een overzicht). In augustus 2010 kondigde het bisdom aan dat deze drie dekenaten ook grotendeels opgeheven zouden worden, dit ondanks protest van een groep verontruste parochiebesturen. In februari 2020 breidde het Bisdom Haarlem-Amsterdam het aantal dekenaten juist weer uit naar tien.
In het bisdom Roermond is het aantal dekenaten teruggebracht van 24 naar 13. Zo fuseerden in 2008 de dekenaten Venray en Gennep, werden in 2009 en 2010 de dekenaten Meerssen en Brunssum opgeheven en fuseerden in 2012 de dekenaten Helden en Horst. Ook na deze vermindering is het aantal dekenaten in het bisdom Roermond groter dan in alle andere Nederlandse bisdommen samen.

## Huidige dekenaten
- Bisdom Haarlem-Amsterdam:
  - Dekenaat Alkmaar
  - Dekenaat Amsterdam
  - Dekenaat Gooimeer
  - Dekenaat Hoorn
  - Dekenaat Haarlem
  - Dekenaat Hilversum
  - Dekenaat Meerlanden
  - Dekenaat Purmerend
  - Dekenaat Schagen
  - Dekenaat Zaanstreek-IJmond

- Bisdom Roermond:
  - Dekenaat Gulpen
  - Dekenaat Heerlen
  - Dekenaat Horst
  - Dekenaat Kerkrade
  - Dekenaat Maastricht
  - Dekenaat Roermond
  - Dekenaat Schinnen
  - Dekenaat Sittard
  - Dekenaat Susteren
  - Dekenaat Thorn
  - Dekenaat Venlo
  - Dekenaat Venray
  - Dekenaat Weert